# Gebänderte Grübchenschnecke
Die Gebänderte Grübchenschnecke (Lacuna vincta) ist eine Schnecke aus der Unterfamilie der Grübchenschnecken (Ordnung Sorbeoconcha) und weist viele ähnliche Merkmale wie die Flache Grübchenschnecke auf. Der Name kommt von roten Spiralbändern auf dem Gehäuse.

## Aussehen
Das Tier hat ein zartes und kegelförmiges Haus in gelb oder aber auch in rotbraun, dazu noch rote Spiralbänder, der Nabel des Gehäuses dagegen ist weiß. Dieser ist im Vergleich zu der oben schon genannten, verwandten Art, der Flachen Grübchenschnecke, wesentlich enger. Das Haus hat bis zu fünf Umgänge, die aber wenig gewölbt sind, deshalb ergibt sich auch nur eine Höhe von einem Zentimeter. Die Mündung ist weit und eiförmig, sie hat in etwa die Hälfte der Höhe des Gehäuses.

## Vorkommen
Auf flächigen Algen, ganz besonders auf Laminarien an geschützt gelegenen Küsten findet man diese Art. Die Schnecken tummeln sich an den Gewässerrändern des Atlantiks und seiner Seitenmeere Ärmelkanal, Nordsee und westliche Ostsee.
Diese Schnecke ist an algenreichen Küsten recht häufig anzufinden.

## Lebensweise
Ganz im Gegensatz zur Flachen Grübchenschnecke, wo das Weibchen die doppelte Größe des Männchens erreicht, sind bei der Art Lacuna vincta beide Geschlechter gleich groß. Kennzeichnend sind die weißgelben bis rosa gefärbten, ringförmigen Eigelege die im Frühling zu finden sind. Dieses merkwürdige Gelege wird auf großflächigen Algen abgesetzt, besonders die angespülten Tange aus der Dauerflutzone sind beliebte Plätze und oftmals dicht besetzt mit Laichringen.
Aus den Eiern schlüpfen schließlich kleine Schwimmlarven, Veliger genannt, die vor der Entwicklung zur Schnecke und dem damit verbundenen Bodenleben erst einmal zwei bis drei Monate im Plankton des Meeres herumtreiben.